# ربلیون دیولپمنتس
ربلیون دیولپمنتس (انگلیسی: Rebellion Developments) یک شرکت توسعه‌دهنده بازی ویدئویی و فیلم بلند در آکسفورد انگلستان می باشد که توسط جیسون و کریس کینگزلی در دسامبر ۱۹۹۲ تاسیس شد. از بازی های توسعه یافته توسط این شرکت می توان به باشگاه نیمه‌شب: مسابقه خیابانی، مدال افتخار: زیرزمین، هری پاتر و محفل ققنوس، ندای وظیفه: جهان در جنگ: جبهه پایانی، تک‌تیرانداز نخبه ۲ و شیطان نابغه ۲: لعنت جهانی اشاره کرد.